# Helene Rask
Anne Helene Rask Arnesen (* 11. November 1980 in Nesodden) ist ein norwegisches Model.
Bekannt wurde Helene Rask durch ihre Aufnahmen für FHM, Vi Menn und weitere Magazine sowie durch ihren Auftritt in der norwegischen Version der TV-Show Fear Factor. Sie ist Inhaberin der Modelagentur Rask Models und auch als Sängerin erfolgreich.